# Sòcrates
|  | Aquest article tracta sobre el filòsof grec Sòcrates. Vegeu-ne altres significats a «Sòcrates (desambiguació)». |

Sòcrates (en grec antic: Σωκράτης; Atenes, ca. 470 aC - 399 aC) fou un filòsof de l'antiga Grècia que es considera el fundador de la filosofia occidental, per més que ja existiren filòsofs anteriorment, i també de coetanis, entre ells Tales i Demòcrit. De Sòcrates només ha arribat informació fins a l'actualitat per mitjà dels seus deixebles (com Xenofont i Plató) i d'alguns poetes com Aristòfanes. En particular, els diàlegs de Plató ofereixen la font d'informació més fiable sobre Sòcrates que hi ha actualment, si bé en alguns diàlegs ja avançats la influència de Sòcrates sembla disminuir i, fins i tot, en les Lleis, Sòcrates ja no és el protagonista principal sinó que ho és «un atenès». També Aristòtil deixa uns quants apunts sobre Sòcrates d'una autenticitat dubtosa.
A partir de la descripció de Plató, Sòcrates pren renom especialment per la seva contribució al camp de l'ètica, i és també aquest Sòcrates platònic qui dona el seu nom als conceptes de la ironia socràtica i del mètode socràtic, o elenchus. Aquest segon mètode és d'ús comú en una gran varietat de discussions; es tracta d'un mètode pedagògic en què es fan una sèrie de qüestions amb la finalitat no d'obtenir respostes concretes, sinó més aviat amb l'objectiu de fer reflexionar l'interlocutor sobre els punts fonamentals del tema, encara que el fet que Sòcrates acabi fent un seguit de preguntes que només demanen un «sí» o un «no» fa pensar (¿com sabia fer les preguntes, si no?) que Sòcrates ja sabia a quin final volia fer arribar la «investigació».
Les aportacions de Sòcrates també van suposar una contribució important i duradora als camps de l'epistemologia i la lògica, i la influència de les seves idees i la seva forma de pensar van posar els fonaments de la filosofia occidental que el va succeir.
Hi ha qui pensa que els escrits de Xenofont són d'una certa utilitat per a comprendre a Sòcrates, tot i que no sempre coincideixen amb Plató. Quant a Aristòtil, qui deixà alguns escrits sobre Sòcrates, hi ha alguns dubtes sobre la seva fiabilitat al respecte. Sobre Aristòfanes, hom sol pensar que feu una crítica «sincera» de Sòcrates basant-se més aviat en els sofistes i els qui es dedicaven a la retòrica a canvi d'elevades sumes de diners en les seves lliçons si bé cal tenir en compte que alguns dels sofistes donaven conferències públiques a canvi de molt pocs diners per l'entrada.

## El problema socràtic
És complicat poder obtenir un retrat acurat del Sòcrates històric i del seu punt de vista filosòfic a partir de les poques fonts que ens han arribat. Aquest fet és conegut com el problema socràtic.
Sòcrates no va escriure textos de filosofia ni de cap altre tema. Tant el coneixement de la seva vida com de la seva obra està basat en els escrits dels seus deixebles i dels seus contemporanis. En un lloc prominent, existeixen els diàlegs de Plató; però l'apologia de Xenofont, i altres textos d'Aristòtil i Aristòfanes també en donen detalls destacats.
La dificultat de descobrir el Sòcrates real sorgeix del fet que aquestes obres són textos filosòfics o dramàtics, més que explicacions biogràfiques. Deixant a banda Tucídides (que no menciona Sòcrates ni els filòsofs en general), de fet no hi ha res semblant a una història escrita de l'època i el lloc en què va viure Sòcrates. Com a conseqüència, les fonts que mencionen Sòcrates no són necessàriament acurades històricament, i són sovint parcials (perquè qui va perseguir i recloure Sòcrates en el judici no va deixar cap escrit). Així doncs, els historiadors s'enfronten al repte de reconciliar els diversos textos entre si per mirar de crear un retrat acurat i, sobretot, consistent de la vida i obra de Sòcrates.
En general, a Plató se'l considera la font més fiable i informativa sobre la vida de Sòcrates i la seva filosofia. Alhora, a algunes obres Plató porta la seva versió literària de Sòcrates a expressar idees i comportar-se d'una manera que el Sòcrates històric molt probablement mai no hauria dit o fet. Saber si en un diàleg de Plató determinat es parla del Sòcrates històric o de la versió literària que en fa Plató és un tema molt controvertit. També se li critica a Plató el fet de fer descripcions aparentment incompatibles de Sòcrates; als seus diàlegs el descriu alhora com un mestre que nega tenir disciplina, com un home de raó que obeeix una veu divina de dins del seu cap i com un home devot a qui l'Estat executa per la seva pròpia conveniència, sense voler fugir de la justícia. També afirma que Sòcrates menysprea els plaers dels sentits, encara que s'emociona per la bellesa. Es consagra a l'educació dels ciutadans d'Atenes (criticant durament l'escepticisme dels sofistes, encara que sol ser un escepticisme moderat), però alhora és indiferent amb els seus propis fills i, possiblement, amb la seva dona.
Deixant de banda aquestes crítiques, és clar gràcies a uns altres escrits i fonts històriques que Sòcrates no va ser només un personatge literari o una invenció de Plató. El testimoni de Xenofont i d'Aristòtil, a més de la descripció d'Aristòfanes amb Els núvols, poden donar cos a la nostra idea de Sòcrates més enllà de l'obra de Plató. Si més no, ens podem fer una idea de la seva importància pel simple fet que Sòcrates fou utilitzat popularment en una eina retòrica comuna de l'època, l'ús de l'argument ad verecundiam, és a dir, que una idea devia ser certa «perquè així ho havia dit Sòcrates».

## Biografia

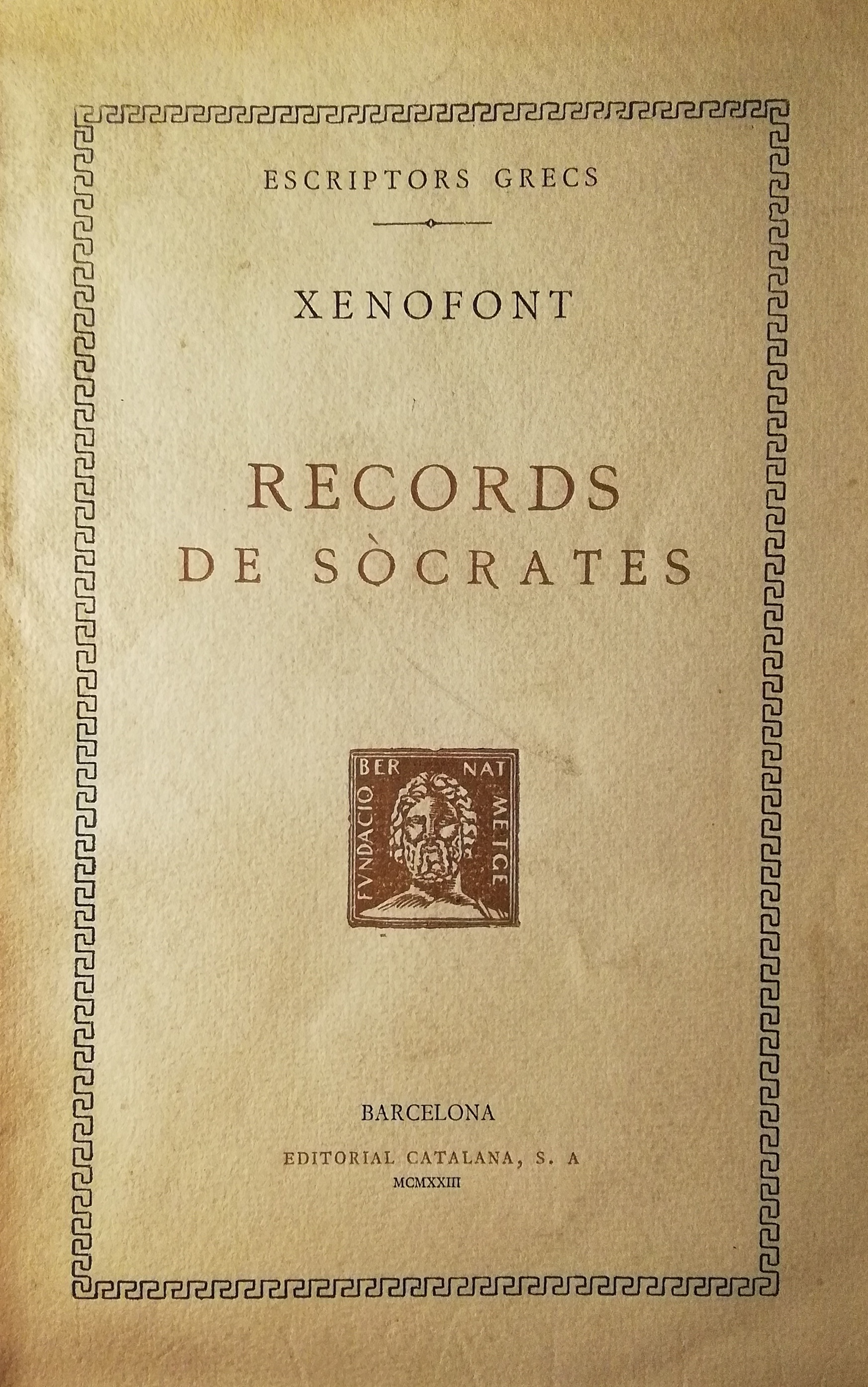
Tot allò que es coneix de Sòcrates ho sabem gràcies als escrits dels seus deixebles, com per exemple els de Xenofont. Traducció grec/català publicada a Barcelona per la Col·lecció Fundació Bernat Metge l'any 1923

### Naixement i família
La majoria dels nostres coneixements sobre la vida de Sòcrates són del seu judici l'any 399 aC. Sòcrates neix vora el 471 aC (o 470/469 o 469/468, al tercer o quart any de la 77a olimpíada, al final de les guerres mèdiques, sens dubte al mes de maig (6 del mes targelió)manca referència, prop d'Atenes, a la denos d'Apoleci, demos de la tribu d'Antioquida. Segons Plató, és el fill de Sofronisc i de Fenàreta. El seu pare treballava com a escultor o picapedrer i la seva mare era llevadora. És possible que el nom de la seva mare (que significa «que fa aparèixer la virtut») i el seu ofici no són només sinó una invenció destinada a posar en relleu els propòsits maièutics de Sòcrates. Sòcrates tenia un germà, Pàtrocle, fill de Queredema, primer marit de la seva mare.
La informació sobre la vida privada és poc segura, fins i tot contradictòria. La tradició que prové de Plató i Xenofont, el casen amb Xantipa cap al 415 aC. Segons una tradició de dubtosa fiabilitat antisocràtica que cal cercar a l'època d'Aristòtil, Sòcrates hauria sigut bígam, casat a Xantipa i a Mirto, filla d'Aristides el Just. Hauria tingut tres fills amb Xantipa: Lamprocles, Sofronisc i Menexenus. El seu amic Critó d'Atenes el criticaria per abandonar els seus fills quan va refusar intentar escapar abans de la seva execució. Malgrat que habitualment se'l caracteritza com a lleig i baix d'estatura, segons la tradició platònica, Sòcrates era un seductor, fins al punt que hi va haver un grup d'animadors homes que imitaven el seu estil de vida. Segons altres tradicions, que trobaríem a Aristoxen, Sòcrates tenia una forta tendència cap a les dones.
Sòcrates és presentat per Plató com una persona pobre, mentre que Xenofont no és partidari de parlar-ne així perquè considera que a Sòcrates no li mancaven moltes coses per tenir una gran fortuna. De Sòcrates només coneixem la seva persona per la seva activitat filosòfica. No obstant això, sabem que va servir com a hoplita durant la Guerra del Peloponès, encara que era tetes, la més pobra de les quatre classes, dispensada de fer el servei hoplita.

### Vida de Sòcrates

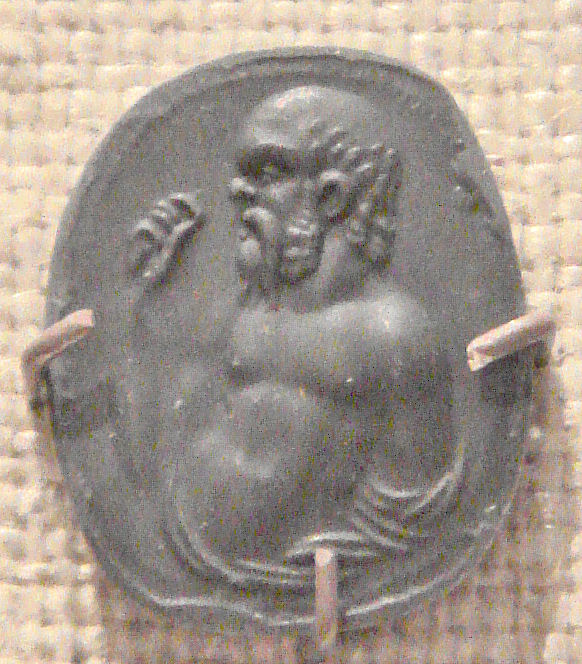
Marca en una cornalina que representa Sòcrates.
Roma, - dC.

No està gaire clar com Sòcrates es guanyava la vida. Els textos antics semblen indicar que Sòcrates no treballava. En el Simposi de Xenofont s'afirma que Sòcrates va dir que es dedicava tan sols al que creia que era l'art o ocupació més gran: la discussió filosòfica. A Els núvols, Aristòfanes satiritza Sòcrates i el retrata com algú que accepta un pagament per ensenyar i mantenir una escola sofista amb Querefont, però a l'Apologia i al Simposi, de Plató, així com en els relats de Xenofont, Sòcrates explícitament rebutja acceptar qualsevol mena de pagament per ensenyar. Més específicament, a l'Apologia, Sòcrates cita la seva pobresa com a prova que ell no és professor. Segons Timó i fonts posteriors, Sòcrates va aprendre la professió de picapedrer del seu pare. Hi ha una versió antiga, no secundada pels acadèmics moderns, que afirma que Sòcrates va tallar les estàtues de Les Tres Gràcies, que van estar al costat de l'Acròpoli fins al segon segle dC. Sembla que Sòcrates a vegades era benvingut a les cases benestants on, a canvi de la seva companyia, era invitat a sopar.
| « | Cap al 435 aC, comença a donar classes al carrer, en gimnasos, en estadis, en cerca de coneixences, recorrent els carrers d'Atenes, sense calçat, sense vestimentes molt luxoses, mirant de dialogar una mica amb tothom. Donava classes gratuïtament, contràriament als sofistes. Aquesta actitud fa pensar que devia ser un home humil i en aquest aspecte Pítia i Delfos haurien respost a Querefont que "no hi havia cap altre home més humil que Sòcrates". Però totes aquestes, són les poques informacions que tenim sobre la seva educació i formació. Del Sòcrates de la infància, no hi ha gairebé res. | » |

Diversos diàlegs de Plató fan referència al servei militar de Sòcrates. Va viure en una època inestable, marcada per la Guerra del Peloponès (431 aC - 403 aC) i la dictadura dels Trenta Tirans (404 aC). Sòcrates diu que va servir a l'exèrcit atenenc durant tres campanyes: a la batalla de Potidea, la batalla d'Amfípolis, i la batalla de Dèlion. Al seu Simposi, Alcibíades relata el valor de Sòcrates a les batalles de Potidea i Dèlion, i narra com Sòcrates va salvar-li la vida durant la batalla prèvia (219e-221b). Els escrits d'Aristòfanes lloen el seu coratge físic fora del comú. El servei excepcional de Sòcrates a Dèlion també es menciona a Laches, relatat pel general que dona el seu nom al diàleg (181b). A l'Apologia, Sòcrates compara el seu servei militar als seus problemes davant del jurat, i diu que qualsevol jurat que cregui que es pot retirar de la filosofia també ha de creure que els soldats s'haurien de retirar quan sembli que seran morts a la batalla.
L'any 406 va ser membre de la Boule, i la seva tribu, els Antíocs, van presidir la Pritània el dia que van ser acusats els generals de la batalla de les Arginuses, que havien abandonat els cadàvers i els supervivents dels vaixells enfonsats per empaitar l'armada espartana, un cop aquesta ja havia estat derrotada. Sòcrates era l'epistates (l'administrador responsable), i va rebutjar la demanda inconstitucional d'un judici col·lectiu per establir la culpa de tots vuit generals que havia proposat Callixeinus. Finalment, Sòcrates no va cedir davant les amenaces d'impugnació i d'empresonament, i va bloquejar el vot fins a la fi de la seva Pritània l'endemà, quan els sis generals van ser condemnats a mort.
L'any 404, els Trenta Tirans buscaven assegurar la lleialtat d'aquells que s'oposaven a ells fent-los còmplices de les seves activitats. Sòcrates i quatre persones van rebre ordres de portar Lleó de Salamina per a una execució injusta. Sòcrates s'hi va negar, i la seva mort va ser evitada només pel derrocament dels Trenta Tirans poc després. Per tant, obeir o desobeir les ordres depèn de la seva moral, ja que aleshores qui estava en el poder eren els Trenta Tirans i li donaren una ordre clara.

### Judici i mort de Sòcrates

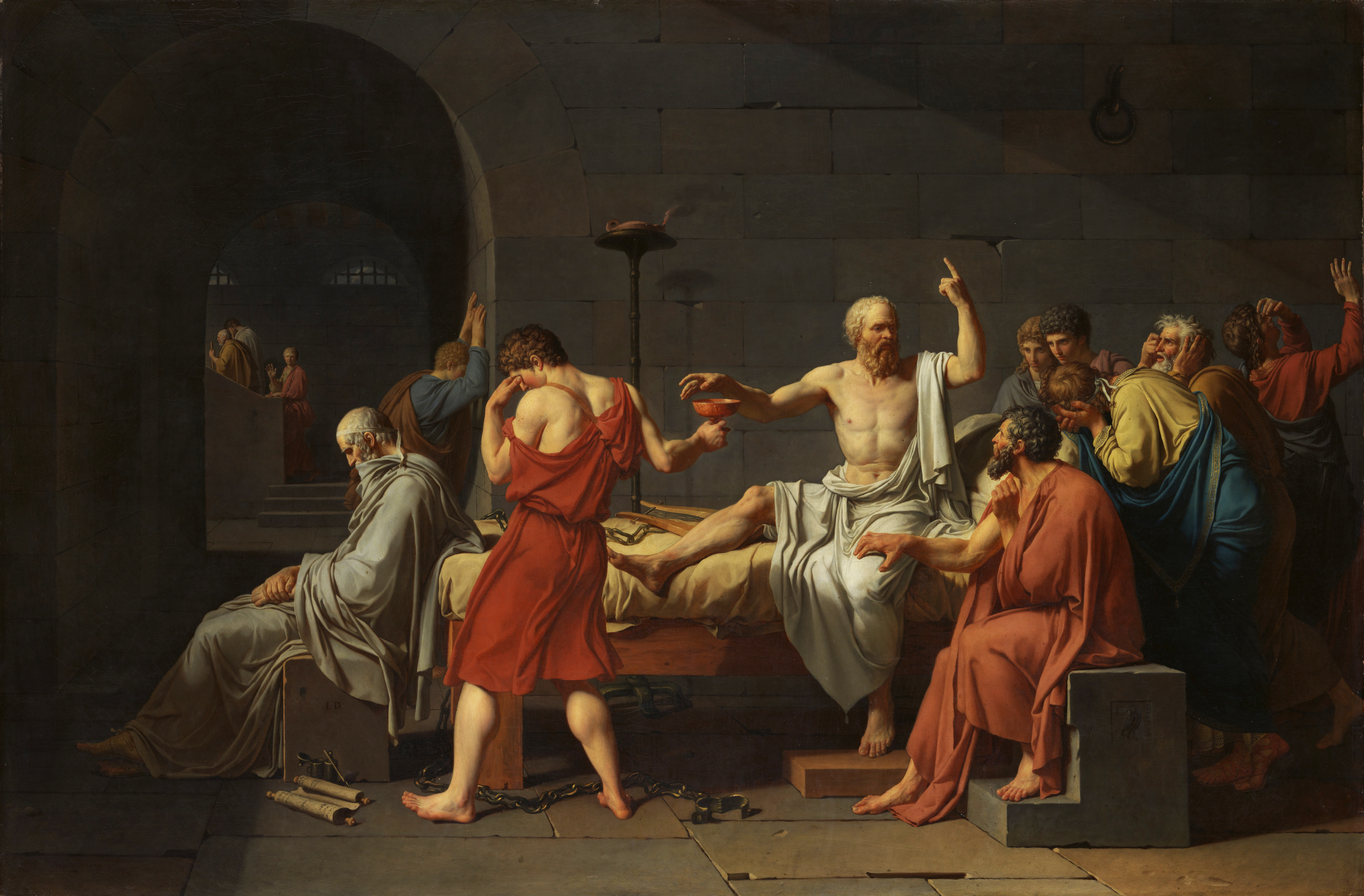
La mort de Sòcrates, de Jacques-Louis David (1787).

L'any 399 aC, es presenta una acusació contra Sòcrates per tres càrrecs: no creure en els déus grecs, introduir nous déus (el delicte d'asebeia, traduït habitualment per impietat) i corrompre la joventut. També se l'acusa indirectament de ser un sofista i d'ensenyar l'astronomia d'Anaxàgores, que havia estat acusat també d'impietat. Fan l'acusació tres ciutadans atenencs: Anitos, en nom dels artesans i polítics; Mèlet, en nom dels poetes i Licó, en nom dels oradors.
El tribunal que l'havia de jutjar constava de 500 ciutadans (a l'antiga Grècia, la ciutadania no incloïa dones, esclaus ni metecs), escollits a l'atzar.
Segons explica Plató a l'Apologia, durant el judici Sòcrates comença defensant-se dels prejudicis que han portat a aquesta situació. Explica la caricatura que fa d'ell Aristòfanes, i també quan van començar els seus problemes: amb la visita a l'Oracle de Delfos. A la pregunta de Querefont a l'Oracle de si hi havia ningú a Grècia més savi que Sòcrates, aquest va respondre que no. Sòcrates va considerar que això era una paradoxa, perquè precisament ell afirmava que no sabia res. Per tal de resoldre aquesta contradicció, va preguntar a polítics, poetes i artesans, i es va adonar que aquests en realitat no sabien, sinó que ho feien veure, i que, per tant, ben bé podia ser cert allò que deia l'Oracle, perquè com a mínim ell era conscient de la seva ignorància. Explica Sòcrates que això li va valer moltes enemistats.
Un cop resolts els prejudicis, Sòcrates passa a defensar-se dels càrrecs de corrupció de joves i d'asebeia. Diu que no ha estat mai sofista, sinó que els joves que l'han escoltat, ho han fet per voluntat pròpia i sense que ell els cobrés res, per tant, l'acusació no tenia fonament. Pel que fa a la seva suposada impietat, posa com a exemple el seu daimon personal, que l'orienta i el guia. Diu Sòcrates que el paper que ha triat és el de tàvec; així com aquest desperta i molesta l'ase endormiscat, ell intenta fer igual amb Atenes.
Un cop acabades les dissertacions de cada part, el jurat vota a favor de considerar-lo culpable per 280 vots a 220. Un cop decidida la culpabilitat, calia decidir la condemna. Sòcrates diu que en realitat allò que mereixeria seria que la ciutat el mantingués i li donessin menjar al Pritaneu (un honor que era reservat només als guanyadors dels Jocs Olímpics i als benefactors de la ciutat). Tot i això, proposa pagar una multa de 100 dracmes, una quantitat ínfima, però que era una cinquena part de les seves possessions i que, per tant, era una prova de la seva pobresa. Davant la negativa del jurat, accepta ampliar la multa a 3.000 dracmes, perquè els seus amics s'ofereixen a fer el pagament. Per la seva banda, l'acusació proposa la pena de mort.
El tribunal, empipat per l'alternativa proposada per Sòcrates, vota per 360 a favor i 140 en contra condemnar-lo a la mort.
Els seus amics van intentar convèncer-lo perquè fugís de la cel·la on estava empresonat després del judici, però ell no ho accepta, per coherència amb ell mateix. Arribat el moment, Sòcrates beu la cicuta, que li provoca la mort, als 70 anys.

### Altres aspectes de la seva vida
Era petit, amb panxa, ulls sortits i nas exageradament arromangat. La seva figura era motiu de burla. Alcibíades el va comparar amb els ilens, els seguidors ebris i lascius de Dionís.
Plató considerava que digne de fer memòria del dia en què va haver de rentar-li els peus i posar-li sandàlies, i Antifó, el sofista, deia que cap altre esclau voldria ser tractat tal com el mateix Sòcrates tractava la seva persona. Duia sempre la mateixa capa i, bevia i menjava molt austerament.
Des de ben petit que va cridar l'atenció a qui l'envoltava per l'agudesa dels seus raonaments i la seva facilitat per parlar, a més de la fina ironia amb què menava les seves tertúlies en companyia de ciutadans joves aristocràtics d'Atenes, a qui els preguntava sobre la confiança que tenien dipositava en les seves populars opinions, tot i que ben sovint no els oferia cap mena d'ensenyament de la manera tradicional d'ensenyar o a través de cursos com els sofistes.

## Filosofia

### El mètode socràtic

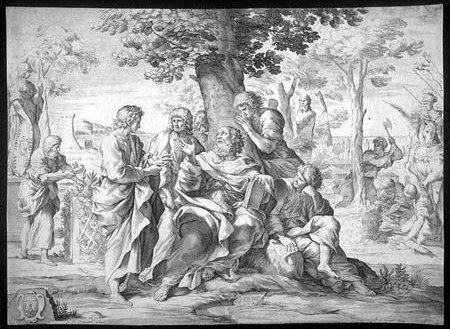
Sòcrates i els seus alumnes, de Johann Friedrich Greuter (gravat del).

La seva contribució més important al pensament occidental probablement va ser el seu mètode d'investigació dialèctica, conegut com el mètode socràtic o mètode d'elenchus. Va fer servir aquest mètode per investigar especialment els conceptes morals claus, com ara el Bé o la justícia. És per aquest motiu que es considera a Sòcrates el pare de l'ètica occidental o filosofia moral, així com d'uns altres temes claus en la filosofia.
El mètode és descrit per primer cop per Plató als Diàlegs socràtics. Per solucionar un problema, es divideix en una sèrie de qüestions, les respostes a les quals permeten a l'interessat trobar gradualment la resposta que buscava. La influència d'aquest mètode és patent a l'ús actual del mètode científic, al qual les hipòtesis són el començament per arribar a trobar la llei física que segueix l'observació.
Com a exemple d'ús del mètode socràtic, podem pensar en algú que vulgui jutjar les seves creences. El mètode socràtic ajudaria a fer-ho, eliminant successivament les creences que porten a una contradicció mitjançant el mètode reducció a l'absurd. Així, primer caldria proposar una tesi determinada. Sòcrates respondria explicant quines premisses prèvies i de conseqüències lògiques posteriors comporta aquesta tesi. El seu interlocutor pot haver d'acabar acceptant que hi ha una contradicció, perquè s'arriba a un resultat oposat al que deia la seva tesi original. D'aquesta manera, l'interessat es veu obligat a posar en dubte la validesa de les seves creences. Un cop, Sòcrates va dir: «Sé que no em creuràs, però la forma més alta d'excel·lència de l'home és posar en dubte a un mateix i als altres».
El mètode seguit consta habitualment de tres fases:
- La fase de prejudici: l'interlocutor creu que té raó sobre allò que diu. El filòsof debat la idea fent preguntes a l'interlocutor fins que aquest arriba a la conclusió que estava equivocat i que necessita corregir-ho. Aquesta fase és la que es coneix pròpiament com a mètode socràtic o d'elenchus.
- Maièutica: lliure de prejudici, es convida l'interlocutor a debatre de forma més profunda el tema. Aquesta fase està basada en la idea, més platònica, que el coneixement està latent en la consciència humana. El filòsof, tal com fa la llevadora amb els nounats, ha d'ajudar el seu interlocutor a fer néixer la veritat.
- Alétheia: quan s'arriba a la veritat (del grec: ἀλήθεια, veritat). És l'última passa, l'interlocutor desemmascara la veritat.

### Doctrina filosòfica

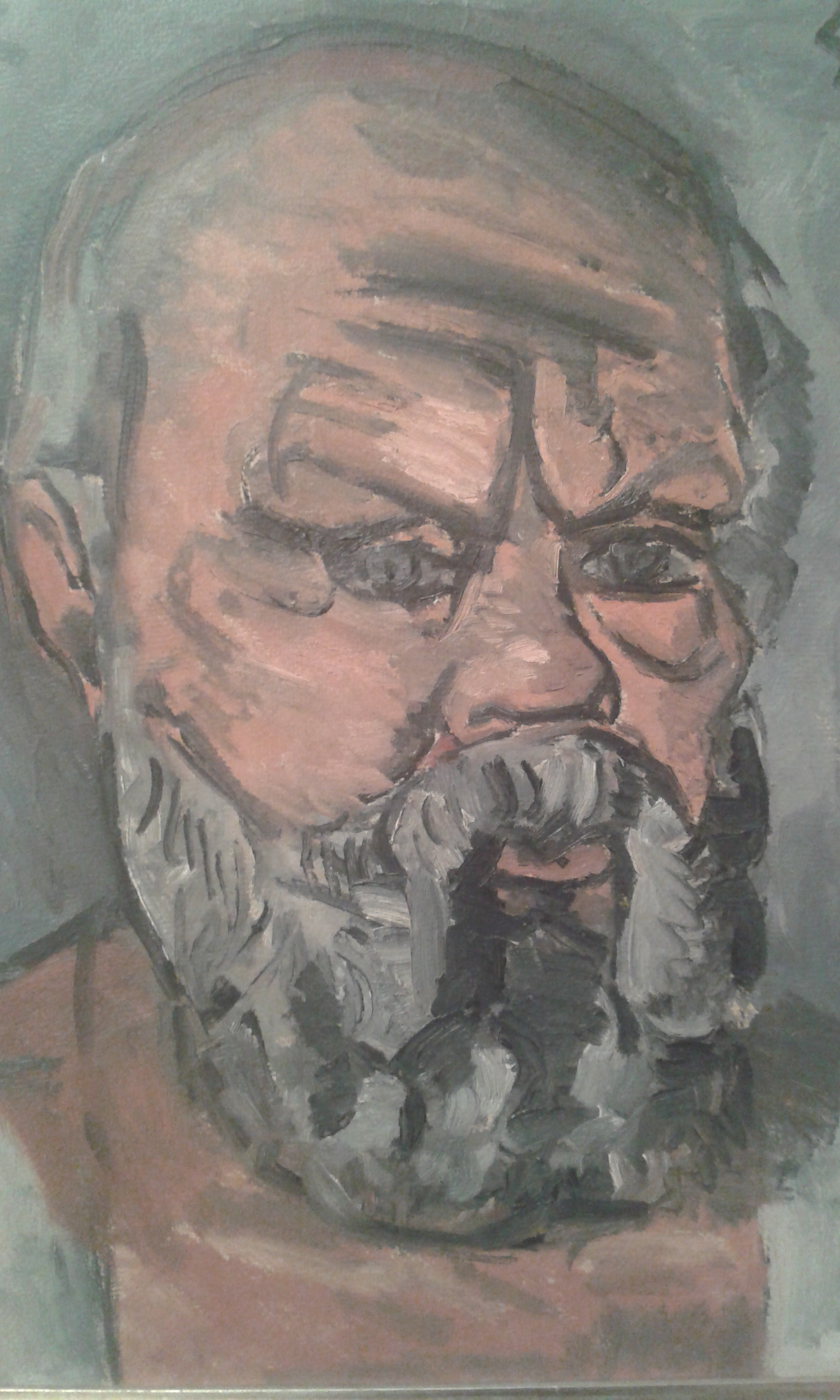
Sòcrates vist per Torres-García

És complicat destriar les creences de Sòcrates de les de Plató. No existeixen gaires evidències concretes que permetin desmarcar clarament el pensament dels dos filòsofs. L'assumpte és encara més complicat pel fet que el Sòcrates històric sembla que va ser conegut per fer preguntes sense respondre-hi, argumentant que no era prou savi per respondre a les qüestions que feia als altres, tot i que pel sistema de la maièutica «a l'altre li era infantada una certa saviesa».
Si es pot dir res sobre les creences filosòfiques de Sòcrates és que ell estava moralment, intel·lectualment i políticament en desacord amb els seus companys atenencs. Quan és al judici per impietat i per corrompre les ments de la joventut d'Atenes, utilitza el mètode de l'elenchus per demostrar als jurats que els seus valors morals estan desenfocats. Els explica que ells estan preocupats per les seves famílies, feina, i responsabilitats polítiques, quan haurien d'estar preocupats més aviat pel «benestar de la seva ànima». La creença de Sòcrates en la immortalitat de l'ànima, i la seva convicció que havia estat triat pels déus per a explicar-ho va provocar enuig.
Sòcrates també va posar en dubte la doctrina dels sofistes, que deien que l'àrete (la virtut) podia ser ensenyada. Li agradava dir que pares que havien tingut èxit, com el prominent general Pèricles, no havien tingut descendents de la seva mateixa qualitat. Sòcrates deia que l'excel·lència moral era una qüestió més lligada al llegat diví que a l'educació paterna. Aquesta creença hauria pogut contribuir a la seva falta de preocupació pel futur dels seus propis fills.
Sòcrates sovint diu que les seves idees no són realment seves, sinó dels seus professors. Menciona algunes influències: Pròdic, el rètor, i Anaxàgores, el científic. Potser sorprenentment, Sòcrates diu haver estat fortament influït per dues dones a més de la seva mare: diu que Diotima, una sacerdotessa de Mantinea, li havia ensenyat tot allò que sabia sobre l'eros (l'amor). També menciona Aspàsia, l'amant de Pèricles, que li havia ensenyat l'art de la retòrica. John Burnet diu que el seu mestre principal havia estat Arquelau, de línia semblant a Anaxàgores, però que les seves idees eren tal com Plató les havia descrit; Eric A. Havelock, a més, diu que l'associació de Sòcrates amb els partidaris d'Anaxàgores és una evidència de la separació filosòfica entre Plató i Sòcrates.

#### Paradoxes socràtiques
Moltes de les creences que tradicionalment s'atribueixen al Sòcrates històric s'han caracteritzat com a «paradoxals», perquè semblen contradir el sentit comú. Aquestes són algunes de les anomenades paradoxes socràtiques:
- Ningú no desitja el mal.
- Ningú no s'equivoca ni fa el mal volent o sabent que ho està fent.
- La virtut —tota la virtut— consisteix en el coneixement.
- Amb la virtut n'hi ha prou per assolir la felicitat.

El terme paradoxa socràtica també es fa servir en el sentit d'una paradoxa autoreferent, com seria el cas de la famosa frase atribuïda erròniament a Sòcrates (tot i que es pot dir que sintetitza el seu pensament) que enuncia: «Només sé que no sé res».

#### Coneixement
Sòcrates acostumava a dir que el seu coneixement es limitava al fet de ser conscient de la seva pròpia ignorància. Sòcrates creia que el fet d'obrar malament era una conseqüència de la ignorància, i que aquells que ho feien no sabien com fer-ho bé. Sòcrates només assegurava conèixer «l'art de l'amor», que connectava amb el concepte de l'«amor a la saviesa», és a dir, la filosofia. Mai no va considerar-se cap savi, sinó que només deia conèixer el camí que un amant de la saviesa ha de seguir per arribar-hi. És qüestió de debat si Sòcrates creia que els humans (en oposició als déus com Apol·lo) podien arribar a ser savis. D'una banda, va traçar una línia clara entre la ignorància humana i el coneixement ideal. D'una altra banda, a les obres de Plató trobem descrits mètodes per assolir la saviesa: al Simposi de Plató (concretament, al discurs de Diotima), i també a la República, on s'explica l'al·legoria de la caverna.
A l'Apologia Sòcrates deixa clar que no es considera cap professor. El seu paper, diu, s'ha d'interpretar més aviat com l'anàleg al d'una llevadora (μαῖα maia), com la seva mare. Sòcrates explica que no té teories pròpies, però que sap com fer néixer les teories dels altres, i determinar si són valuoses o imperfectes. Pot ser significatiu que faci notar que les llevadores no tenen fills a causa de la seva edat, i que les dones que mai no han parit no poden ser llevadores; una dona sense fills no tindria experiència ni coneixements del part, i seria incapaç de destriar els infants valuosos dels altres. Per tal de poder-hi jutjar, la llevadora ha de tenir experiència al seu camp.

## Sòcrates segons Aristòfanes
Un dels més antics testimoniatges sobre Sòcrates es troba a la comèdia de l'àtic i a banda d'Aristòfanes, hi ha com a mínim quatre autors que hagin fet comèdia amb Sòcrates: Ameípseis, Telèclides, Càl·lies i Èupolis. Tot llegint-ne els fragments conservats, Sòcrates s'hi presenta com el típic «intel·lectual» setciències, pobre i afamat. Els fragments no tenen cap mena d'interès d'un punt de vista filosòfic, però permeten treure la conclusió que Sòcrates era un personatge conegut a l'Atenes del final de segle Vè ane. Aristòfanes, en canvi, en parla d'una altra manera, amb Els núvols, obra que li va permetre endur-se el premi als Grans Jocs Dionísics l'any 423 aC.
El retrat de Sòcrates a Els núvols, l'únic que dati de quan era viu, es contradiu amb el Sòcrates presentat per Plató i Xenofont en diversos ítems. És el cas, per exemple, de les acusacions del procés judicial contra seu l'any 399 aC: no creure en les divinitats de la ciutat i substituir-les per noves divinitats, corrompre la joventut. Aristòfanes contradiu Plató i Xenofont igualment quan presenta a Sòcrates com a professor que sí que rebia diners a canvi d'ensenyar, l'objectiu del qual seria el de fer triomfar el raonament injust sobre el raonament just. Aristòfanes possiblement va voler donar una caricatura de Sòcrates, de tipus intel·lectualista, atorgant-li un nom comú, però sense tocar la persona en si mateix.
El personatge de Sòcrates es compon de múltiples elements. Podem encabir-hi: 
- el Sòcrates de l'escola de la natura fins als filòsofs dits presocràtics
- les classes de retòrica per diners fins als sofistes
- altres aspectes de l'«escola» com el secret fins als pitagòrics

Aquesta explicació té el defecte que no explica allò específicament «socràtic». No deixa de ser cert, però, que podem preguntar-nos si el Sòcrates d'Aristòfanes és efectivament un personatge històric, vertader, però que ni Paltó ni Xenofont haurien conegut perquè eren encara massa joves. Una hipòtesi així coincideix amb el retrat que en fa Diògenes, encara que amb Fedó de Plató es considera que hi tenim una autobiografia.

## Llegat

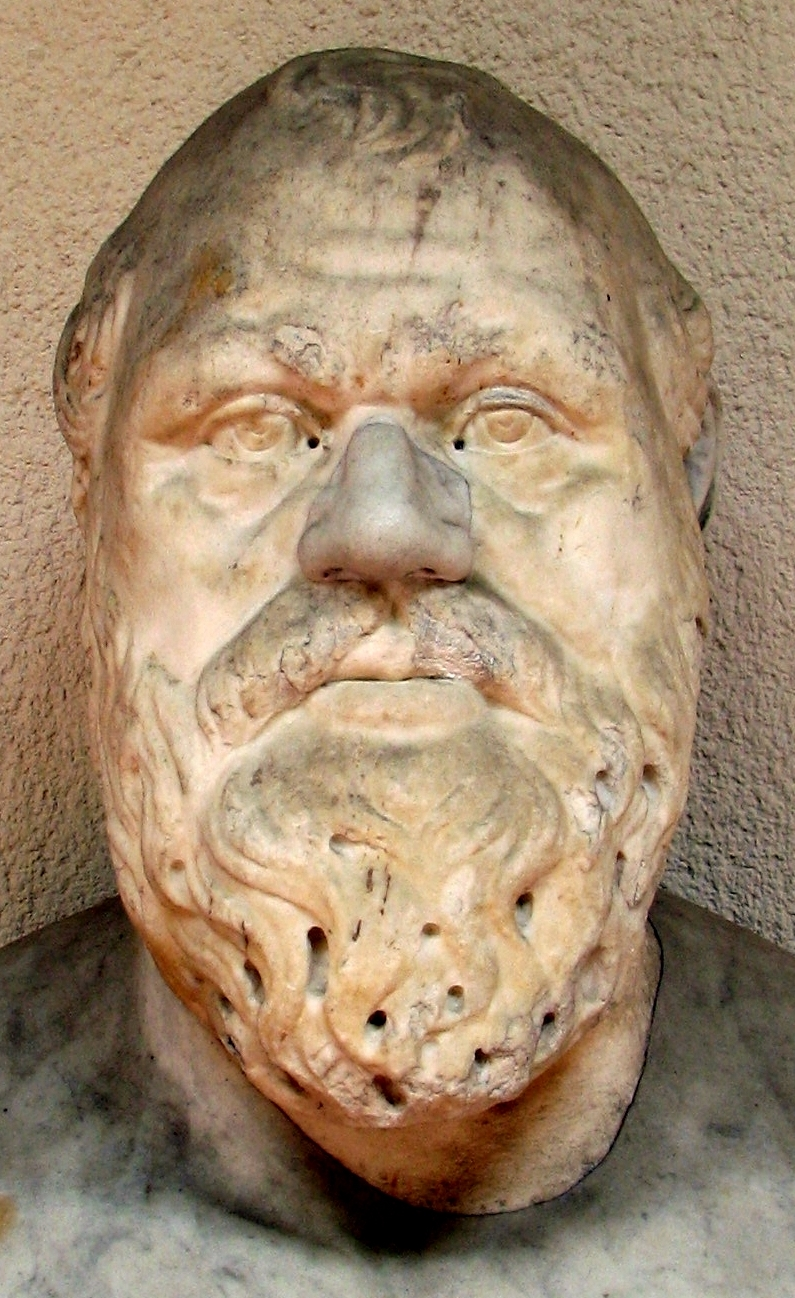
Bust de Sòcrates al Museu Arqueològic de Palerm.

### Influència immediata
Immediatament, els deixebles de Sòcrates van treballar tant en allò que els havia ensenyat el seu mestre de la política com en crear noves escoles de pensament. Alguns dels controvertits tirans d'Atenes eren contemporanis o estudiants pòstums de Sòcrates, com Alcibíades i Críties. Plató —que de fet era parent de Críties— va fundar l'Acadèmia el 385 aC, i aquesta va guanyar tanta notorietat que de fet Acadèmia va passar a ser el nom comú per a les institucions educatives en les llengües europees posteriors. El protegit de Plató, Aristòtil va fer de tutor d'Alexandre el Gran, i també va fundar la seva pròpia escola el 335 aC, el Liceu, nom que també té el significat genèric avui en dia d'institució educativa.
Mentre que als Diàlegs Sòcrates havia tret importància al coneixement institucional com ara les matemàtiques o la ciència per donar-li a la condició humana, Plató ho emfasitzaria amb notes metafísiques inspirades en Pitàgores. Per la seva part, Aristòtil va treballar tant la filosofia com la ciència, i va fer treballs destacables també en biologia i física.
El pensament socràtic, especialment pel que fa a la vida simple, es va allunyar cada cop més dels interessos filosòfics de Plató, però va ser heretat per un dels estudiants més vells i intransigents de Sòcrates, Antístenes. Antístenes va originar un nou corrent filosòfic poc després de la mort de Sòcrates, el cinisme. Antístenes va atacar Plató i Alcibíades pel que considerava una traïció als principis socràtics.
La idea de la virtut individual i un cert ascetisme havia estat en part ignorada per Plató i Aristòtil i només tractada tangencialment pels cínics, però va servir com a punt de partida per a un altre corrent filosòfic el 281 aC: l'estoïcisme. Zenó de Cítion va descobrir els escrits que parlaven de Sòcrates i després va aprendre sobre ell gràcies a Crates, un filòsof cínic.
L'escola cirenaica, fundada per Arístip de Cirene, l'escola megàrica, fundada per Euclides de Mègara (diferent de l'Euclides matemàtic), i l'escola cínica, fundada per Antístenes, reben el nom d'escoles socràtiques menors, en contraposició amb l'Acadèmia de Plató, considerada l'escola socràtica major.

### Efectes històrics posteriors
Mentre que alguna de les darreres contribucions de Sòcrates a la cultura i filosofia hel·lèniques, així com a l'era romana, s'han perdut, els seus ensenyaments van ressorgir tant a l'Europa medieval i l'Orient Mitjà islàmic, al costat de les d'Aristòtil i l'estoïcisme. Sòcrates és mencionat al diàleg Kuzari pel filòsof jueu Yehuda Halevi, on un jueu instrueix el rei dels khàzars sobre el judaisme. Al-Kindi, un conegut filòsof àrab, va intentar reconciliar Sòcrates i la filosofia hel·lènica amb la cultura islàmica.
Sòcrates va recobrar importància a la filosofia occidental al Renaixement i la Il·lustració a Europa, quan la teoria política es va reformar amb les obres de John Locke i Hobbes. Voltaire fins i tot va arribar a escriure una obra satírica sobre el Judici a Sòcrates. Hi ha un gran nombre de pintures sobre la vida de Sòcrates d'aquesta època, incloent-hi obres de Jean-Baptiste Regnault i La mort de Sòcrates, de Jacques-Louis David, a finals del segle xviii.
Avui en dia, el mètode socràtic és encara utilitzat a les aules i a les escoles de dret com a mètode per discutir assumptes complexos, per exposar els temes fonamentals de l'orador i l'interlocutor.